# Équipe d'Italie de football à la Coupe du monde 1998
L'équipe d'Italie de football participe à la Coupe du monde de 1998 organisée en  France du 10 juin au 12 juillet 1998, ce qui constitue la quatorzième phase finale de Coupe du monde de son histoire et sa dixième consécutive.

## Effectif
Le sélectionneur Cesare Maldini dévoile une liste de 21 joueurs le 21 mai 1998. Elle ne comprend que vingt-et-un noms car la veille, l'attaquant de la Juventus de Turin, Alessandro Del Piero, s'est blessé aux adducteurs de la cuisse gauche à la dernière minute de la finale de la Ligue des champions et doit subir des examens le jour même de l'annonce de la liste. En cas de forfait, Maldini prévoit de remplacer Del Piero par Enrico Chiesa (Parme), Pierluigi Casiraghi (Lazio) ou Gianfranco Zola (Chelsea). Étant jugé apte, Del Piero est sélectionné. 
La liste de Cesare Maldini comporte deux surprises avec les sélections de Giuseppe Bergomi, le défenseur de l'Inter Milan, âgé de 34 ans et de Roberto Baggio. Le Ballon d'or 1993, qui n'avait pas été retenu pour l'Euro 1996, n'avait plus joué en équipe nationale depuis septembre 1997. Sa bonne saison avec Bologne (22 buts en Serie A), explique sa sélection. 
Le 31 mai, Angelo Peruzzi, le gardien titulaire de l'Italie, se blesse lors d'un entraînement. Victime d'une lésion à un muscle de la cuisse gauche, Peruzzi doit observer un repos d'au moins un mois et est remplacé par Francesco Toldo, le gardien de la Fiorentina. 
L'attaquant de l'Olympique de Marseille, Fabrizio Ravanelli, victime d'une broncho-pneumomie, déclare forfait avant le premier match de l'Italie contre le Chili et est remplacé par Enrico Chiesa.
| Numéro / Nom       | Numéro / Nom          | Club            | Date de naissance et âge*  | J.              | Buts            | Averti          |                 | Carton rouge    |
| Gardiens de but    | Gardiens de but       | Gardiens de but | Gardiens de but            | Gardiens de but | Gardiens de but | Gardiens de but | Gardiens de but | Gardiens de but |
| ------------------ | --------------------- | --------------- | -------------------------- | --------------- | --------------- | --------------- | --------------- | --------------- |
| 01                 | Francesco Toldo       | ACF Fiorentina  | 2 décembre 1971 (26 ans)   | -               | -               | -               | -               | -               |
| 12                 | Gianluca Pagliuca     | Inter Milan     | 18 décembre 1966 (31 ans)  | 5               | -               | -               | -               | -               |
| 22                 | Gianluigi Buffon      | Parme FC        | 28 janvier 1978 (20 ans)   | -               | -               | -               | -               | -               |
| Défenseurs         |                       |                 |                            |                 |                 |                 |                 |                 |
| 02                 | Giuseppe Bergomi      | Inter Milan     | 22 décembre 1963 (34 ans)  | 3               | -               | 1               | -               | -               |
| 03                 | Paolo Maldini         | AC Milan        | 26 juin 1968 (29 ans)      | 5               | -               | 2               | -               | -               |
| 04                 | Fabio Cannavaro       | Parme FC        | 13 septembre 1973 (24 ans) | 5               | -               | 1               | -               | -               |
| 05                 | Alessandro Costacurta | AC Milan        | 24 avril 1966 (32 ans)     | 5               | -               | 2               | -               | -               |
| 06                 | Alessandro Nesta      | SS Lazio        | 19 mars 1976 (22 ans)      | 3               | -               | -               | -               | -               |
| 07                 | Gianluca Pessotto     | Juventus FC     | 11 août 1970 (27 ans)      | 3               | -               | -               | -               | -               |
| 08                 | Moreno Torricelli     | ACF Fiorentina  | 23 janvier 1970 (28 ans)   | -               | -               | -               | -               | -               |
| Milieux de terrain |                       |                 |                            |                 |                 |                 |                 |                 |
| 09                 | Demetrio Albertini    | AC Milan        | 23 août 1971 (26 ans)      | 4               | -               | -               | -               | -               |
| 11                 | Dino Baggio           | Parme FC        | 24 juillet 1971 (26 ans)   | 5               | -               | -               | -               | -               |
| 13                 | Sandro Cois           | ACF Fiorentina  | 9 juin 1972 (26 ans)       | -               | -               | -               | -               | -               |
| 14                 | Luigi Di Biagio       | AS Rome         | 3 juin 1971 (27 ans)       | 5               | 1               | 2               | -               | -               |
| 15                 | Angelo Di Livio       | Juventus FC     | 26 juillet 1966 (31 ans)   | 4               | -               | 1               | -               | -               |
| 16                 | Roberto Di Matteo     | Chelsea FC      | 29 mai 1970 (28 ans)       | 2               | -               | -               | -               | -               |
| 17                 | Francesco Moriero     | Inter Milan     | 31 mars 1969 (29 ans)      | 4               | -               | 1               | -               | -               |
| Attaquants         |                       |                 |                            |                 |                 |                 |                 |                 |
| 10                 | Alessandro Del Piero  | Juventus FC     | 9 novembre 1974 (23 ans)   | 4               | -               | 1               | -               | -               |
| 18                 | Roberto Baggio        | Bologne FC      | 18 février 1967 (31 ans)   | 4               | 2               | -               | -               | -               |
| 19                 | Filippo Inzaghi       | Juventus FC     | 9 août 1973 (24 ans)       | 2               | -               | -               | -               | -               |
| 20                 | Enrico Chiesa         | Parme FC        | 29 décembre 1970 (27 ans)  | 2               | -               | -               | -               | -               |
| 21                 | Christian Vieri       | SS Lazio        | 12 juillet 1973 (24 ans)   | 5               | 5               | -               | -               | -               |
| Sélectionneur      |                       |                 |                            |                 |                 |                 |                 |                 |
|                    | Cesare Maldini        |                 | 5 février 1932 (66 ans)    |                 |                 | -               | -               | -               |

* NB : Les âges sont calculés au début de la compétition, le 10 juin 1998. Source

## Qualifications

### Groupe 2 (zone UEFA)
| Rang | Équipe     | Pts | J | G | N | P | Bp | Bc | Diff |  | Résultats (▼ dom., ► ext.) |     |     |     |     |     |
| ---- | ---------- | --- | - | - | - | - | -- | -- | ---- |  | -------------------------- | --- | --- | --- | --- | --- |
| 1    | Angleterre | 19  | 8 | 6 | 1 | 1 | 15 | 2  | +13  |  | Angleterre                 |     | 0-1 | 2-1 | 2-0 | 4-0 |
| 2    | Italie     | 18  | 8 | 5 | 3 | 0 | 11 | 1  | +10  |  | Italie                     | 0-0 |     | 3-0 | 1-0 | 3-0 |
| 3    | Pologne    | 10  | 8 | 3 | 1 | 4 | 10 | 12 | -2   |  | Pologne                    | 0-2 | 0-0 |     | 3-1 | 2-1 |
| 4    | Géorgie    | 10  | 8 | 3 | 1 | 4 | 7  | 9  | -2   |  | Géorgie                    | 0-2 | 0-0 | 3-0 |     | 2-0 |
| 5    | Moldavie   | 0   | 8 | 0 | 0 | 8 | 2  | 21 | -19  |  | Moldavie                   | 0-3 | 1-3 | 0-3 | 0-1 |     |

### Barrage
| Équipe 1 | Résultat | Équipe 2 | Aller | Retour |
| -------- | -------- | -------- | ----- | ------ |
| Russie   | 1-2      | Italie   | 1-1   | 0-1    |

## Phase finale

### Premier tour - groupe B
|   | Équipe   | Pts | J | G | N | P | Bp | Bc | Diff |
| 1 | Italie   | 7   | 3 | 2 | 1 | 0 | 7  | 3  | +4   |
| 2 | Chili    | 3   | 3 | 0 | 3 | 0 | 4  | 4  | 0    |
| 3 | Autriche | 2   | 3 | 0 | 2 | 1 | 3  | 4  | -1   |
| 4 | Cameroun | 2   | 3 | 0 | 2 | 1 | 2  | 5  | -3   |

| 3  | 11 juin 1998 | Italie   | 2 - 2 | Chili    |
| 4  | 11 juin 1998 | Cameroun | 1 - 1 | Autriche |
| 19 | 17 juin 1998 | Chili    | 1 - 1 | Autriche |
| 20 | 17 juin 1998 | Italie   | 3 - 0 | Cameroun |
| 33 | 23 juin 1998 | Italie   | 2 - 1 | Autriche |
| 34 | 23 juin 1998 | Chili    | 1 - 1 | Cameroun |

#### Italie - Chili
| 11 juin 1998              | Italie                      | 2 - 2   | Chili            | Stade Lescure, Bordeaux                             |                                                     |
| Historique des rencontres | Vieri 10e · Baggio 85e(pen) | (1 - 1) | Salas 45e et 49e | Spectateurs : 31 800 Arbitrage : Lucien Bouchardeau | Spectateurs : 31 800 Arbitrage : Lucien Bouchardeau |
| Historique des rencontres | (Rapport)                   |         |                  | Spectateurs : 31 800 Arbitrage : Lucien Bouchardeau | Spectateurs : 31 800 Arbitrage : Lucien Bouchardeau |

| GK             | 12 | Gianluca Pagliuca     |     |     |
| DF             | 3  | Paolo Maldini (c)     |     |     |
| DF             | 4  | Fabio Cannavaro       | 31e |     |
| DF             | 5  | Alessandro Costacurta |     |     |
| DF             | 6  | Alessandro Nesta      |     |     |
| MF             | 9  | Demetrio Albertini    |     |     |
| MF             | 11 | Dino Baggio           |     |     |
| MF             | 15 | Angelo Di Livio       | 8e  | 61e |
| MF             | 16 | Roberto Di Matteo     |     | 57e |
| FW             | 18 | Roberto Baggio        |     |     |
| FW             | 21 | Christian Vieri       |     | 71e |
| Changements :  |    |                       |     |     |
| MF             | 14 | Luigi Di Biagio       |     | 57e |
| FW             | 20 | Enrico Chiesa         |     | 61e |
| FW             | 19 | Filippo Inzaghi       |     | 71e |
| Entraîneur :   |    |                       |     |     |
| Cesare Maldini |    |                       |     |     |

| GK            | 1  | Nelson Tapia      |     |     |
| DF            | 3  | Ronald Fuentes    |     |     |
| DF            | 4  | Francisco Rojas   | 66e |     |
| DF            | 5  | Javier Margas     |     | 63e |
| DF            | 6  | Pedro Reyes       |     |     |
| MF            | 7  | Nelson Parraguez  | 45e |     |
| MF            | 8  | Clarence Acuña    | 53e | 82e |
| FW            | 9  | Iván Zamorano (c) |     |     |
| FW            | 11 | Marcelo Salas     |     |     |
| DF            | 15 | Moisés Villarroel |     |     |
| MF            | 20 | Fabián Estay      |     | 81e |
| Changements : |    |                   |     |     |
| DF            | 14 | Miguel Ramírez    |     | 63e |
| MF            | 10 | José Luis Sierra  |     | 81e |
| MF            | 19 | Fernando Cornejo  |     | 82e |
| Entraîneur :  |    |                   |     |     |
| Nelson Acosta |    |                   |     |     |

| Assistants : Dramane Danté Mohamed Mansri Quatrième arbitre : Marc Batta |

#### Italie - Cameroun
| 17 juin 1998              | Italie                        | 3 - 0   | Cameroun | Stade de la Mosson, Montpellier                |                                                |
| Historique des rencontres | Di Biagio 8e · Vieri 79e, 85e | (1 - 0) |          | Spectateurs : 29 800 Arbitrage : Edward Lennie | Spectateurs : 29 800 Arbitrage : Edward Lennie |
| Historique des rencontres | (Rapport)                     |         |          | Spectateurs : 29 800 Arbitrage : Edward Lennie | Spectateurs : 29 800 Arbitrage : Edward Lennie |

| GK             | 12 | Gianluca Pagliuca     |     |     |
| DF             | 3  | Paolo Maldini (c)     |     |     |
| DF             | 4  | Fabio Cannavaro       |     |     |
| DF             | 5  | Alessandro Costacurta | 26e |     |
| DF             | 6  | Alessandro Nesta      |     |     |
| MF             | 9  | Demetrio Albertini    |     | 62e |
| MF             | 11 | Dino Baggio           |     |     |
| MF             | 14 | Luigi Di Biagio       | 63e |     |
| MF             | 17 | Francesco Moriero     |     | 83e |
| FW             | 18 | Roberto Baggio        |     | 65e |
| FW             | 21 | Christian Vieri       |     |     |
| Changements :  |    |                       |     |     |
| MF             | 16 | Roberto Di Matteo     |     | 62e |
| FW             | 10 | Alessandro Del Piero  |     | 65e |
| MF             | 15 | Angelo Di Livio       |     | 83e |
| Entraîneur :   |    |                       |     |     |
| Cesare Maldini |    |                       |     |     |

| GK            | 1  | Jacques Songo'o         |     |     |
| DF            | 3  | Pierre Wome             | 6e  |     |
| DF            | 4  | Rigobert Song           | 85e |     |
| DF            | 5  | Raymond Kalla           | 42e |     |
| DF            | 6  | Pierre Njanka           | 16e |     |
| FW            | 7  | François Omam-Biyik (c) |     | 66e |
| MF            | 8  | Didier Angibeaud        | 79e |     |
| FW            | 10 | Patrick M'Boma          |     | 66e |
| MF            | 15 | Joseph N'Do             |     |     |
| MF            | 18 | Samuel Ipoua            |     | 45e |
| MF            | 20 | Salomon Olembe          |     |     |
| Changements : |    |                         |     |     |
| FW            | 21 | Joseph-Désiré Job       |     | 45e |
| FW            | 9  | Alphonse Tchami         |     | 66e |
| FW            | 11 | Samuel Eto'o            |     | 66e |
| Entraîneur :  |    |                         |     |     |
| Claude Le Roy |    |                         |     |     |

| Assistant : Lencie Fred Claudio Rossi Quatrième arbitre : Pirom Un-Prasert |

#### Italie - Autriche
| 23 juin 1998              | Italie                 | 2 - 1   | Autriche         | Stade de France, Saint-Denis                 |                                              |
| Historique des rencontres | Vieri 49e · Baggio 89e | (0 - 0) | Herzog 90e (pen) | Spectateurs : 80 000 Arbitrage : Paul Durkin | Spectateurs : 80 000 Arbitrage : Paul Durkin |
| Historique des rencontres | (Rapport)              |         |                  | Spectateurs : 80 000 Arbitrage : Paul Durkin | Spectateurs : 80 000 Arbitrage : Paul Durkin |

| GK             | 12 | Gianluca Pagliuca     |     |     |
| DF             | 3  | Paolo Maldini (c)     | 87e |     |
| DF             | 4  | Fabio Cannavaro       |     |     |
| DF             | 5  | Alessandro Costacurta |     |     |
| DF             | 6  | Alessandro Nesta      |     | 4e  |
| DF             | 7  | Gianluca Pessotto     |     |     |
| FW             | 10 | Alessandro Del Piero  |     | 72e |
| MF             | 11 | Dino Baggio           |     |     |
| MF             | 14 | Luigi Di Biagio       |     |     |
| MF             | 17 | Francesco Moriero     |     |     |
| FW             | 21 | Christian Vieri       |     | 60e |
| Changements :  |    |                       |     |     |
| DF             | 2  | Giuseppe Bergomi      |     | 4e  |
| FW             | 19 | Filippo Inzaghi       |     | 60e |
| FW             | 18 | Roberto Baggio        |     | 72e |
| Entraîneur :   |    |                       |     |     |
| Cesare Maldini |    |                       |     |     |

| GK               | 1  | Michael Konsel       |     |     |
| DF               | 3  | Peter Schöttel       | 43e |     |
| DF               | 4  | Anton Pfeffer        |     |     |
| DF               | 5  | Wolfgang Feiersinger | 3e  |     |
| MF               | 8  | Heimo Pfeifenberger  |     | 80e |
| FW               | 9  | Ivica Vastić         | 35e |     |
| FW               | 14 | Hannes Reinmayr      | 88e |     |
| MF               | 15 | Arnold Wetl          |     |     |
| MF               | 17 | Roman Mählich        |     |     |
| FW               | 19 | Toni Polster (c)     |     | 62e |
| MF               | 22 | Dietmar Kühbauer     |     | 74e |
| Changements :    |    |                      |     |     |
| FW               | 7  | Mario Haas           |     | 62e |
| MF               | 18 | Peter Stöger         |     | 74e |
| MF               | 10 | Andreas Herzog       |     | 80e |
| Entraîneur :     |    |                      |     |     |
| Herbert Prohaska |    |                      |     |     |

| Assistant : Mark Warren Jean Young-Hyun Quatrième arbitre : Lim Kee Chong |

### Huitième de finale

#### Italie - Norvège
| 27 juin 1998                      | Italie    | 1 - 0   | Norvège | Stade Vélodrome, Marseille                       |                                                  |
| 16:30 · Historique des rencontres | Vieri 18e | (1 - 0) |         | Spectateurs : 55 000 Arbitrage : Bernd Heynemann | Spectateurs : 55 000 Arbitrage : Bernd Heynemann |
| 16:30 · Historique des rencontres | (Rapport) |         |         | Spectateurs : 55 000 Arbitrage : Bernd Heynemann | Spectateurs : 55 000 Arbitrage : Bernd Heynemann |

| GK             | 12 | Gianluca Pagliuca     |     |     |
| RB             | 2  | Giuseppe Bergomi      |     |     |
| CB             | 4  | Fabio Cannavaro       |     |     |
| CB             | 5  | Alessandro Costacurta |     |     |
| LB             | 3  | Paolo Maldini (c)     | 89e |     |
| CM             | 11 | Dino Baggio           |     |     |
| CM             | 14 | Luigi Di Biagio       | 84e |     |
| CM             | 9  | Demetrio Albertini    |     | 73e |
| RW             | 17 | Francesco Moriero     | 38e | 63e |
| AM             | 10 | Alessandro Del Piero  |     | 78e |
| CF             | 21 | Christian Vieri       |     |     |
| Changements :  |    |                       |     |     |
| MF             | 15 | Angelo Di Livio       |     | 63e |
| MF             | 7  | Gianluca Pessotto     |     | 73e |
| FW             | 20 | Enrico Chiesa         |     | 78e |
| Entraîneur :   |    |                       |     |     |
| Cesare Maldini |    |                       |     |     |

| GK            | 1  | Frode Grodås (c)    |     |     |     |
| RB            | 4  | Henning Berg        |     |     |     |
| CB            | 15 | Dan Eggen           |     |     |     |
| CB            | 3  | Ronny Johnsen       |     |     |     |
| LB            | 5  | Stig Inge Bjørnebye |     |     |     |
| CM            | 10 | Kjetil Rekdal       | 62e |     |     |
| CM            | 8  | Øyvind Leonhardsen  |     | 13e |     |
| CM            | 21 | Vidar Riseth        |     |     |     |
| RW            | 17 | Håvard Flo          | 35e | 73e |     |
| LW            | 7  | Erik Mykland        | 54e |     |     |
| CF            | 9  | Tore André Flo      |     |     |     |
| Changements : |    |                     |     |     |     |
| MF            | 22 | Roar Strand         |     | 13e | 38e |
| MF            | 6  | Ståle Solbakken     |     | 38e |     |
| FW            | 20 | Ole Gunnar Solskjær |     | 73e |     |
| Entraîneur :  |    |                     |     |     |     |
| Egil Olsen    |    |                     |     |     |     |

| Assistant : Erich Schneider Marc Van Den Broeck Quatrième arbitre : Laszlo Vagner |

### Quart de finale

#### Italie-France
Dans la série des confrontations entre les équipes de France et d’Italie, cette rencontre présente un intérêt particulier car il s’agit d’un quart de finale de Coupe du monde.
La France, pays organisateur, espère atteindre le stade des demi-finales pour la quatrième fois de son histoire (après 1958, 1982 et 1986). Pour sa part, l'équipe d'Italie est une habituée des grands rendez-vous en coupe du monde (victorieuse en 1934, en 1938 et en 1982, finaliste en 1970 et 1994, et troisième en 1990).
À noter toutefois que la dernière rencontre des deux formations lors d'un tournoi majeur s'était soldée par la victoire de la France en huitième de finale de la Coupe du monde 1986.
Ce match a une saveur particulière pour de nombreux joueurs évoluant dans des clubs de Série A italienne, donc parfois adversaires du jour et coéquipiers habituels une grande partie de la saison. Au tour précédent, face aux coriaces Norvégiens, la Squadra Azzurra s'était imposée d'une courte tête (1-0). Même score pour la France face aux surprenants Paraguayens, les Bleus ne devant leur salut qu'au but en or de Laurent Blanc durant la prolongation.
Si les Italiens ont le plus souvent gagné contre les Français, l'historique récent est en revanche clairement en faveur des Bleus, qui, avec 3 victoires et un nul étaient invaincus contre leurs rivaux du jour depuis la Coupe du monde 1978.
Le match
Le match, très fermé dans le jeu et tactique entre deux équipes qui se craignent s'achève sur un score de 0 – 0 après prolongation, les deux équipes ayant eu pourtant quelques occasions de marquer. 
La qualification est donc décidée par l’épreuve des tirs au but. L'Équipe de France, plus en réussite dans cet exercice s'impose 4 à 3 (voir détails ci-après). L'élimination de l'Italie intervient sur l'échec lors du cinquième et dernier tir, de Luigi Di Biagio qui voit sa frappe heurter la barre transversale. Bixente Lizarazu (France) et Demetrio Albertini (Italie) avaient également échoué lors du deuxième tir.
Parmi les images que l’on peut retenir de ce match, une montrant Thierry Henry cachant son visage avec le dos du maillot de David Trezeguet en attendant que Di Biagio tire au but, et plus tard une autre montrant des joueurs de l'équipe de France consolant leurs collègues en club de l'équipe d'Italie.
Deux ans plus tard, l'équipe de France confirmera sa suprématie lors de l'Euro 2000 contre l'Italie en finale, alors que les Italiens prendront leur revanche en remportant la séance de tirs au but de la finale de la Coupe du monde 2006.
Épreuve des tirs au but
- 1:0 Zinédine Zidane  (France)
- 1:1 Roberto Baggio  (Italie)
- 1:1 Bixente Lizarazu  (France)
- 1:1 Demetrio Albertini  (Italie)
- 2:1 David Trezeguet (France)
- 2:2 Alessandro Costacurta (Italie)
- 3:2 Thierry Henry  (France)
- 3:3 Christian Vieri (Italie)
- 4:3 Laurent Blanc (France)
- 4:3 Luigi Di Biagio  (Italie)

| 3 juillet 1998                              | Italie                                                 | 0 - 0 a. p.       | France                                        | Stade de France, Saint-Denis                 |                                              |
| 16 h 30 (UTC+1) · Historique des rencontres |                                                        | (0 - 0, 0 - 0)    |                                               | Spectateurs : 77 000 Arbitrage : Hugh Dallas | Spectateurs : 77 000 Arbitrage : Hugh Dallas |
| 16 h 30 (UTC+1) · Historique des rencontres | Del Piero 26e · Bergomi 28e · Costacurta 113e          | Rapport           | 53e Guivarc'h · 62e Deschamps ·               | Spectateurs : 77 000 Arbitrage : Hugh Dallas | Spectateurs : 77 000 Arbitrage : Hugh Dallas |
| 16 h 30 (UTC+1) · Historique des rencontres | R. Baggio · Albertini · Costacurta · Vieri · Di Biagio | Tirs au but 3 - 4 | Zidane · Lizarazu · Trezeguet · Henry · Blanc | Spectateurs : 77 000 Arbitrage : Hugh Dallas | Spectateurs : 77 000 Arbitrage : Hugh Dallas |

| Italie | France |

| ITALIE :        |    |                       |      |     |
|                 |    |                       |      |     |
| Gardien de but  | 12 | Gianluca Pagliuca     |      |     |
|                 | 02 | Giuseppe Bergomi      | 28e  |     |
|                 | 05 | Alessandro Costacurta | 113e |     |
|                 | 03 | Paolo Maldini         |      |     |
|                 | 04 | Fabio Cannavaro       |      |     |
|                 | 11 | Dino Baggio           |      | 52e |
|                 | 07 | Gianluca Pessotto     |      | 89e |
|                 | 14 | Luigi Di Biagio       |      |     |
|                 | 17 | Francesco Moriero     |      |     |
|                 | 21 | Christian Vieri       |      |     |
|                 | 10 | Alessandro Del Piero  | 26e  | 67e |
| Remplaçants :   |    |                       |      |     |
|                 | 09 | Demetrio Albertini    |      | 52e |
|                 | 18 | Roberto Baggio        |      | 67e |
|                 | 15 | Angelo Di Livio       |      | 89e |
| Sélectionneur : |    |                       |      |     |
| Cesare Maldini  |    |                       |      |     |

| FRANCE :        |    |                    |     |     |
|                 |    |                    |     |     |
| Gardien de but  | 16 | Fabien Barthez     |     |     |
|                 | 03 | Bixente Lizarazu   |     |     |
|                 | 05 | Laurent Blanc      |     |     |
|                 | 08 | Marcel Desailly    |     |     |
|                 | 15 | Lilian Thuram      |     |     |
|                 | 07 | Didier Deschamps   | 62e |     |
|                 | 17 | Emmanuel Petit     |     |     |
|                 | 19 | Christian Karembeu |     | 65e |
|                 | 10 | Zinédine Zidane    |     |     |
|                 | 06 | Youri Djorkaeff    |     |     |
|                 | 09 | Stéphane Guivarc'h | 53e | 65e |
| Remplaçants :   |    |                    |     |     |
|                 | 12 | Thierry Henry      |     | 65e |
|                 | 20 | David Trezeguet    |     | 65e |
| Sélectionneur : |    |                    |     |     |
| Aimé Jacquet    |    |                    |     |     |